# سولوپاکا
سولوپاکا (به ایتالیایی: Solopaca) یک کومونه در ایتالیا است که در استان بنونتو واقع شده‌است. سولوپاکا ۳۱٫۰ کیلومتر مربع مساحت و ۴٬۱۳۴ نفر جمعیت دارد.